# Universidade Tecnológica Federal do Paraná
Universidade Tecnológica Federal do Paraná (UTFPR) er et anset universitet i Curitiba, Paraná, Brasilien. Grundlagt i 1909. I dag (2010) har universitetet ca. 21.092 studerende.

## Ekstern henvisning
- Universdade Tecnológica Federal do Paraná websted

| Skole | Spire Denne artikel om en skole, en uddannelsesinstitution eller uddannelse er en spire som bør udbygges. Du er velkommen til at hjælpe Wikipedia ved at udvide den. |

12°11′51″S 38°58′0″V / 12.19750°S 38.96667°V